# لكزس سي تي
لكزس سي تي (بالإنجليزية: Lexus CT)، هي سيارة هجينة كهربائية من إنتاج لكزس، وهي العلامة الفاخرة التابعة لشركة تويوتا، قُدّمت كسيارة هاتشباك مدمجة فاخرة. يتكوّن الطراز من نموذج واحد فقط يُدعى سي تي 200h، وهو يعتمد على نظام الدفع الهجين المستخدم في تويوتا بريوس، وهيكل منصة تويوتا MC، ويُعتبر أول طراز هجين مدمج وفاخر بنمط الهاتشباك على الإطلاق.
تُعدّ سي تي أول طراز إنتاجي من لكزس يُقدّم تصميم الشبك المغزلي المميز في واجهته الأمامية، والذي أصبح لاحقًا سمة تصميمية بارزة في جميع سيارات لكزس. كما حلّت سي تي محل طراز لكزس آي إس باعتبارها أصغر سيارة في تشكيلة الشركة.
ظهرت لكزس سي تي لأول مرة في معرض جنيف الدولي للسيارات في مارس 2010، بعد ستة أشهر من الكشف عن السيارة النموذجية LF-Ch. وعلى الرغم من أن السيارة كانت تستهدف في الأساس السوق الأوروبية، فقد طُرحت في الأسواق العالمية أيضًا، بما في ذلك أسواق أمريكا الشمالية التي شهدت ظهورها في معرض نيويورك الدولي للسيارات في أبريل 2010.
سجّلت لكزس حقوق الأسماء: سي تي 200h، سي تي 300h، سي تي 400h، تحسّبًا لطرازات مستقبلية. صُمّم الطراز على يد تاكيشي تاناكي، وحصل على الموافقة النهائية عام 2008، ثم سجلت براءة التصميم في 11 سبتمبر 2009.
بدأ الإنتاج في يناير 2011، وبدأت المبيعات في أوروبا بعد فترة وجيزة. أما في اليابان، فبدأت المبيعات في 12 يناير 2011، في حين انطلقت في الولايات المتحدة خلال مارس 2011.
وقد أُوقفت مبيعات لكزس سي تي في الولايات المتحدة، ولاحقًا في كندا، بعد أن كان طراز عام 2017 هو الأخير هناك. ومع ذلك، استمر بيعها في بعض الأسواق الأخرى حتى عام 2022.
تحمل السيارة رمز المنصة A10، وتُعرف برمز الطراز ZWA10 في حال تجهيزها بمحرك بنزين من سلسلة ZR مع النظام الهجين. ويمثّل اسم سي تي اختصارًا لـ Creative Touring (الجولة الإبداعية)، بينما يشير الرقم 200h إلى أن الأداء الهجين يعادل تقريبًا أداء محرك بنزين بسعة 2.0 لتر. وفي بعض الأسواق، يُروّج للطراز تحت اسم "القيادة المدمجة (Compact Touring)
توقف إنتاج لكزس سي تي نهائيًا في أكتوبر 2022، مع إصدار نسخة نهائية خاصة حملت اسم Cherished Touring.

## معرض صور

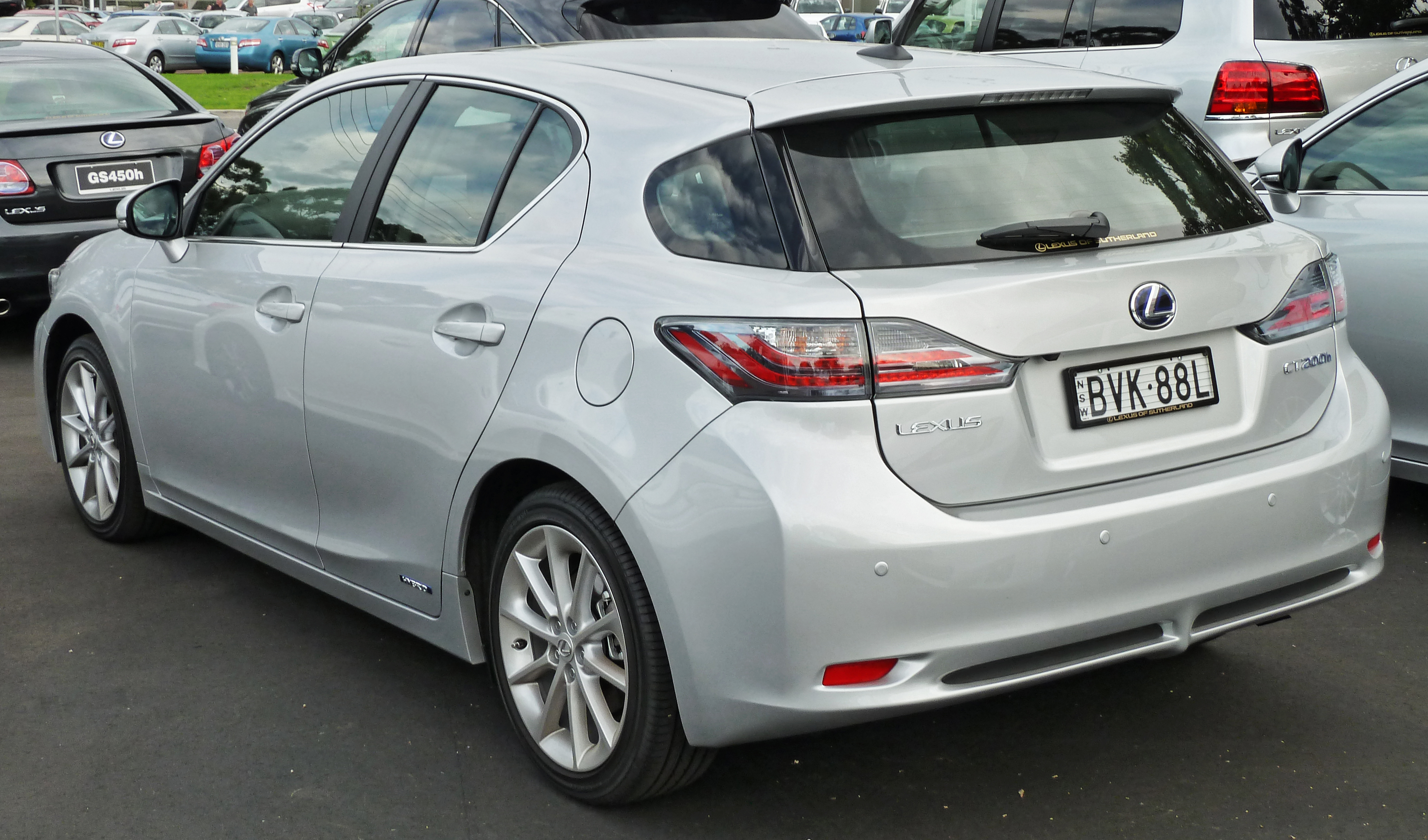
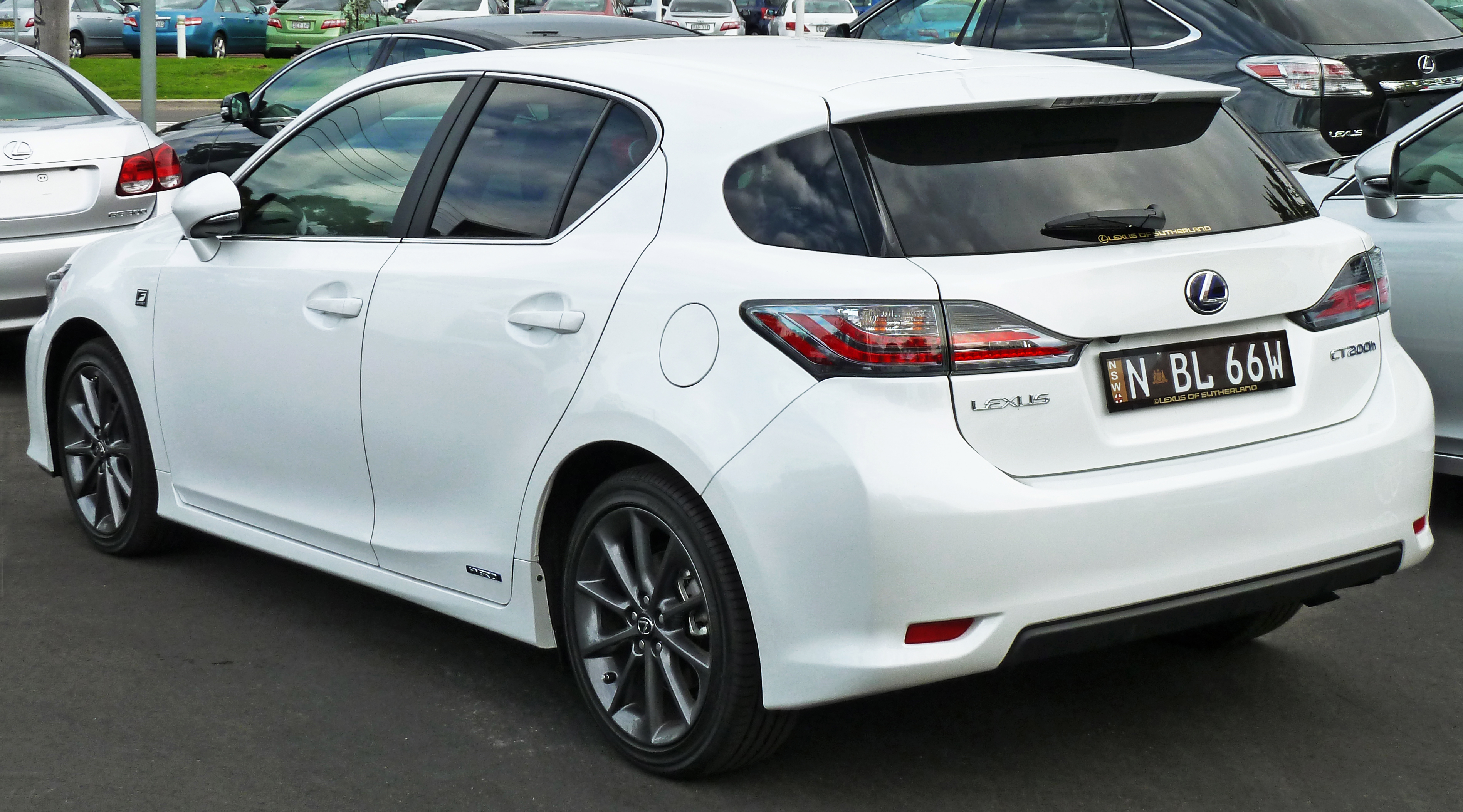
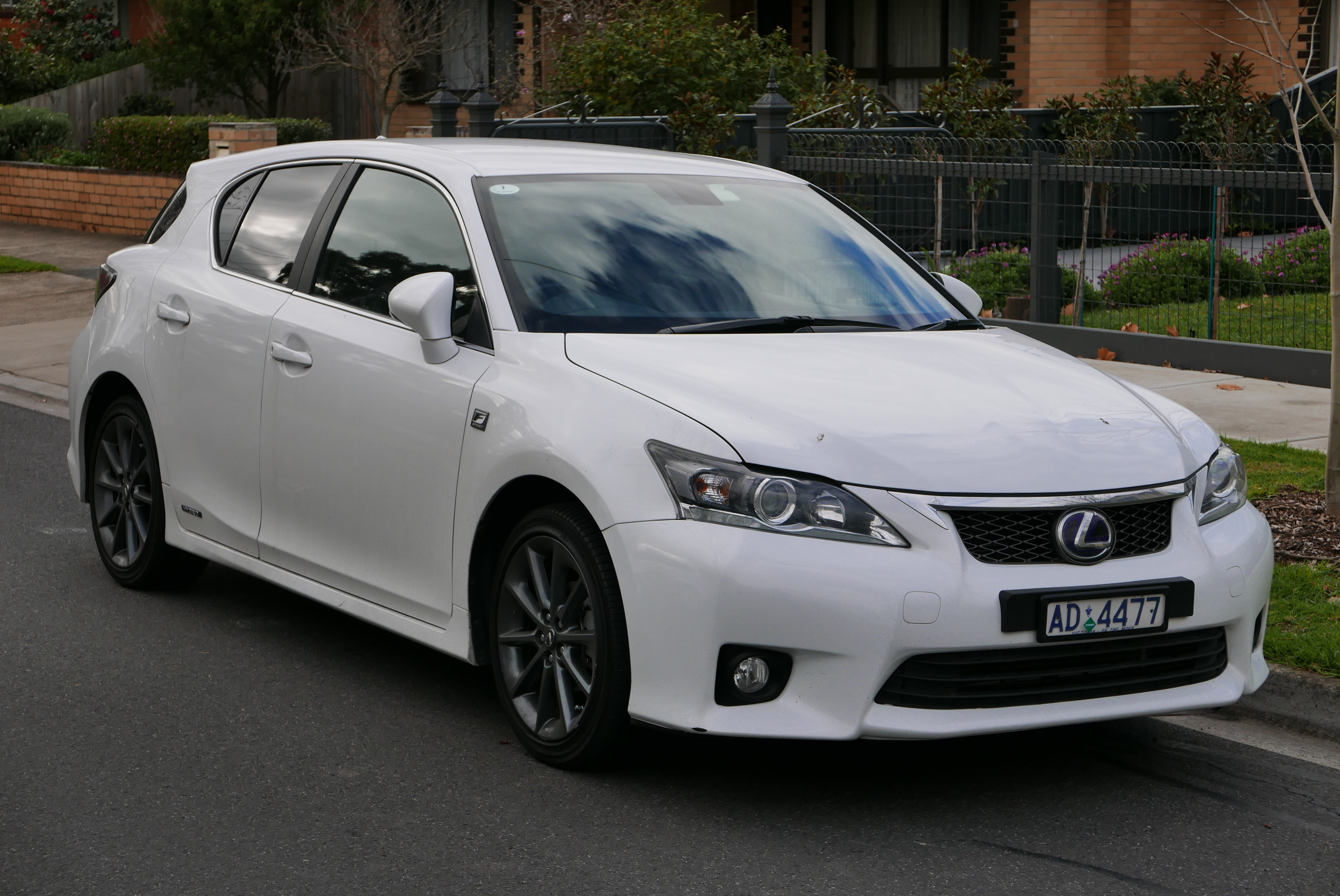
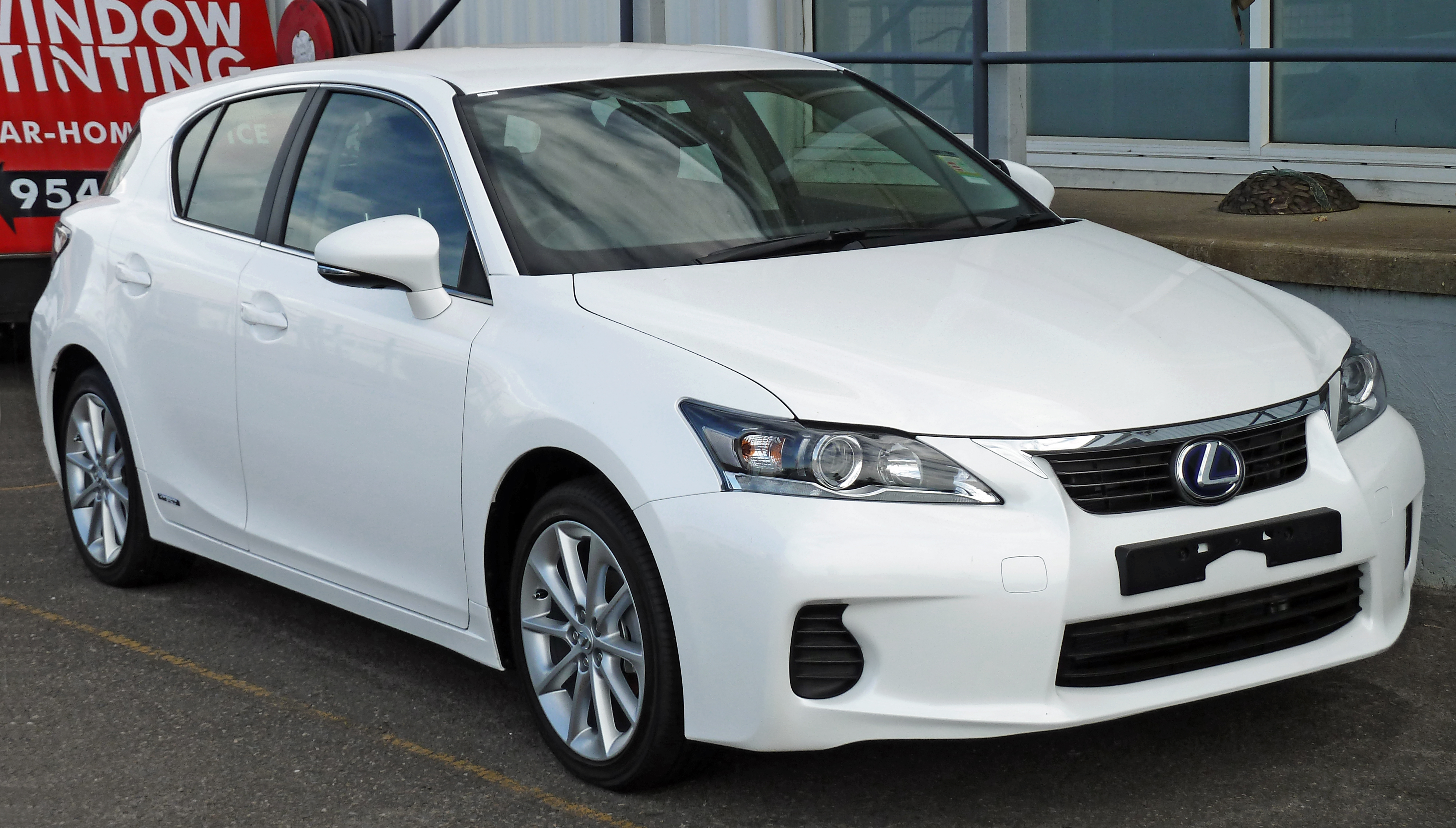